# Etheostoma sellare
Etheostoma sellare är en fiskart som först beskrevs av Lewis Radcliffe och William W. Welsh, 1913.  Etheostoma sellare ingår i släktet Etheostoma och familjen abborrfiskar. IUCN kategoriserar arten globalt som utdöd. Inga underarter finns listade i Catalogue of Life.